# Братский ИТЛ
Бра́тский ИТЛ (Братский исправительно-трудовой лагерь и Тайшетское строительство) — подразделение, действовавшее в структуре Главного управления исправительно-трудовых лагерей Народного комиссариата внутренних дел СССР (ГУЛАГ НКВД).

## История
Братский ИТЛ был создан в 1943 году на базе  Тайшетского исправительно-трудового лагеря. Администрация Братского ИТЛ дислоцировалась на станции Тайшет, Восточно-Сибирской железной дороги (ныне город с одноименным названием, Иркутская область). В оперативном управлении Братский ИТЛ подчинялся Главному управлению исправительно-трудовых лагерей железнодорожного строительства НКВД.
В 1947 году Братский ИТЛ был расформирован.

## Производство
Основным видом производственной деятельности заключенных было железнодорожное строительство на трассе Тайшет - Братск, лесозаготовки и лесообработка.